# Коефіцієнт поверхневого натягу
Коефіціє́нт поверхне́вого на́тягу — кількісна характеристика поверхневого натягу рідини.
Коефіцієнт поверхневого натягу визначається як сила, що діє з боку рідини на одиницю довжини контуру, що її обмежує. Позначається маленькою літерою сигма {\displaystyle \sigma }.
Одиниця вимірювання Н/м або дина/см.
За величиною коефіцієнт поверхневого натягу рідини дорівнює поверхневій енергії. Це, власне, одна й та ж величина, тільки для позначення поверхневої енергії вживаються енергетичні одиниці. 1 Дж/м² = 1 Н/м.
Вимірюється методами тенсіометрії.